# Señora Hudson
La Sra. Hudson es un personaje de ficción en las novelas y relatos de Sherlock Holmes de Arthur Conan Doyle. Es la casera del apartamento 221-B de Baker Street, la residencia de Londres en la que vive Sherlock Holmes.
La Sra. Hudson aparece o se menciona en muchas historias de Sherlock Holmes, aunque sus apariciones son generalmente breves y se da poca información sobre el personaje. Se ha convertido en un personaje más destacado en múltiples adaptaciones de Sherlock Holmes en cine, televisión y otros medios.

## La Sra. Hudson en la obra de Conan Doyle
La Sra. Hudson siempre trata de mantener su casa limpia y ordenada, y esto es a menudo un tema de desacuerdo con Sherlock Holmes. El doctor Watson la describe como una excelente cocinera y Holmes, en una ocasión, nos dice que es escocesa, en el relato El tratado naval. No se da ninguna descripción física o incluso su nombre de pila, aunque se la identifica con "Martha" en la historia Su último saludo en el escenario. En las adaptaciones cinematográficas y televisivas de las historias, suele mostrarse como una mujer mayor. El doctor Watson describió la relación entre Holmes y la Sra. Hudson en el prólogo del relato El detective moribundo:

La Sra. Hudson, la casera de Sherlock Holmes, era una mujer sufrida. No sólo fue invadido a todas horas su hogar en el primer piso por multitudes de personajes singulares y a menudo indeseables, sino que su huésped notable mostró una excentricidad e irregularidad en su vida que debió haber probado severamente su paciencia. Su [Holmes] increíble desorden, su adicción a la música a horas extrañas, su ocasional práctica con el revólver en interiores, sus experimentos científicos extraños y a menudo malolientes, y la atmósfera de violencia y peligro que pendía alrededor de él le convirtieron en el peor inquilino de Londres. Por otro lado, sus pagos estaban regios. No me cabe duda de que la casa podría haber sido comprada al precio que Holmes pagó por sus habitaciones durante los años que yo estaba con él.

La casera estaba en el más profundo temor de él y nunca se atrevió a interferir con él, sin embargo sus procedimientos le parecen escandalosos. Ella estaba encariñada con él, también, porque tenía una gentileza y cortesía extraordinarias en su trato con las mujeres.

## Apariciones en adaptaciones
En la serie Sherlock Holmes creada por Granada Television, su papel es interpretado por Rosalie Williams. Su importancia en esta ocasión aumenta y se desarrolla enormemente en comparación con los relatos y novelas originales. Fue una idea del intérprete del papel principal de la serie, Jeremy Brett.
En la serie Sherlock, es interpretada por Una Stubbs. Su lealtad a Sherlock se remonta a cuando el detective demostró que su esposo era miembro de un cartel de la droga en Florida, asegurando así su ejecución.
En la serie estadounidense Elementary, la Sra. Hudson aparece, por primera vez, en el episodio 19 Snow Angels y es interpretada por Candis Cayne.
En la serie Las aventuras de Sherlock Holmes y del doctor Watson de Igor Maslennikov (1979-1986), su papel es interpretado por Rina Zelyonaya.
Sarah Crowden la interpreta en la película Mr. Holmes (2015).